# Joel Grant
Joel Valentino Grant (Acton, 1987. augusztus 27. –) angol-jamaicai labdarúgó, a Yeovil Town középpályása, de csatárként is bevethető.